# Frévillers
Frévillers est une commune française située dans le département du Pas-de-Calais en région Hauts-de-France. Ses habitants sont appelés les Frévillerois.
La commune fait partie de la communauté de communes des Campagnes de l'Artois qui regroupe 96 communes et compte 33 141 habitants en 2021.

## Géographie

### Localisation
Localisée dans le sud-est du département du Pas-de-Calais, Frévillers est une commune située, à vol d'oiseau, à 8 km au sud de la commune de Bruay-la-Buissière, à 13 km à l'est de la commune de Saint-Pol-sur-Ternoise et à 20 km au nord-ouest de la commune d’Arras (chef-lieu d'arrondissement et préfecture du Pas-de-Calais).
Le territoire de la commune est limitrophe de ceux de huit communes.
Les communes limitrophes sont  Béthonsart, Chelers, Gauchin-Légal, Hermin, La Comté, Magnicourt-en-Comte, Rebreuve-Ranchicourt et Villers-Brûlin.

### Géologie et relief
La superficie de la commune est de 5,07 km2 ; son altitude varie de 141  à   187 mètres.

### Hydrographie
La commune est située dans le bassin Artois-Picardie. Elle n'est drainée par aucun cours d'eau,.

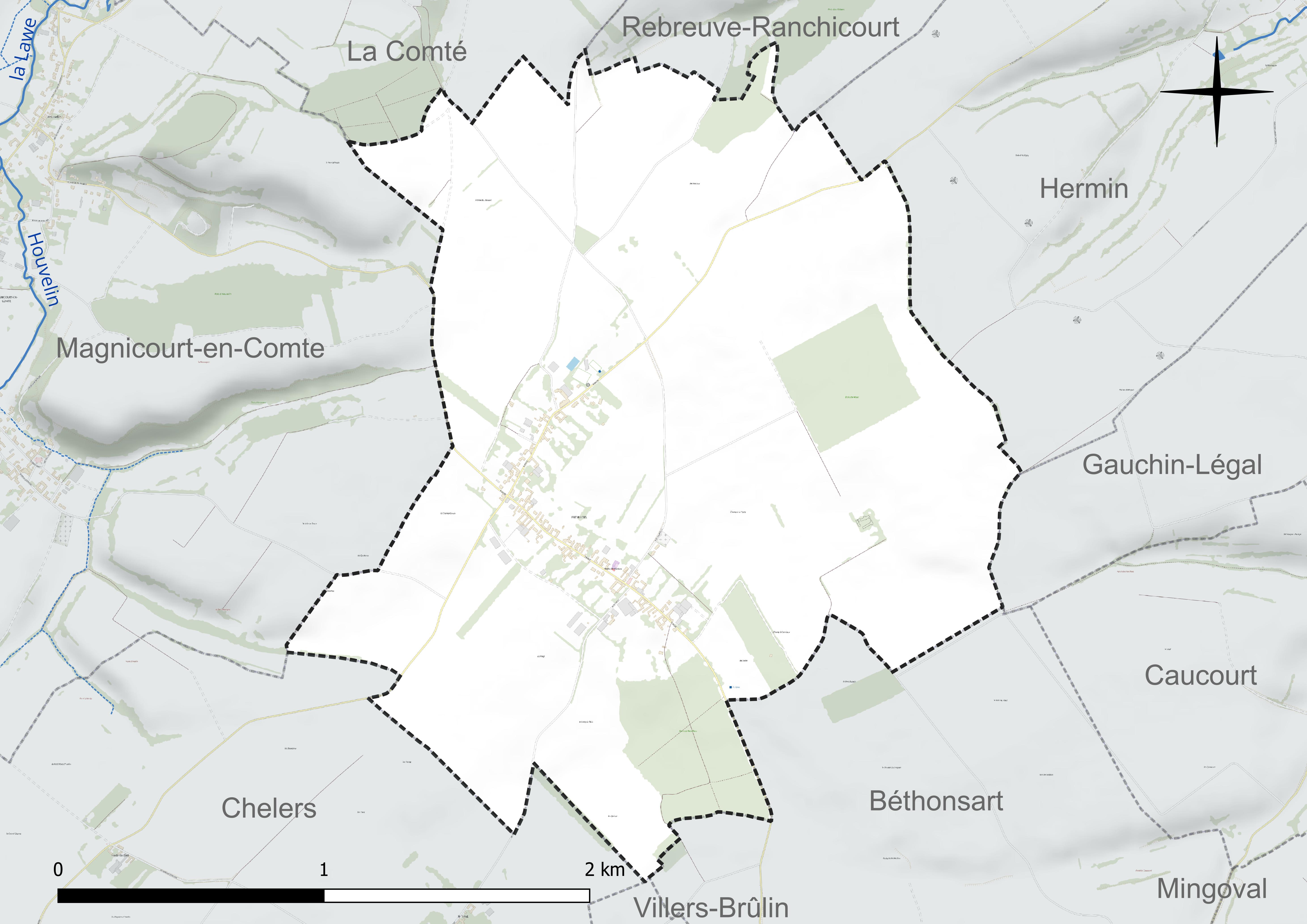
Réseau hydrographique de Frévillers.

### Climat
Pour des articles plus généraux, voir Climat des Hauts-de-France et Climat du Pas-de-Calais.
En 2010, le climat de la commune est de type climat des marges montargnardes, selon une étude du CNRS s'appuyant sur une série de données couvrant la période 1971-2000. En 2020, Météo-France publie une typologie des climats de la France métropolitaine dans laquelle la commune est exposée à un climat océanique et est dans la région climatique Côtes de la Manche orientale, caractérisée par un faible ensoleillement (1 550 h/an) ; forte humidité de l'air (plus de 20 h/jour avec humidité relative > 80 % en hiver), vents forts fréquents.
Pour la période 1971-2000, la température annuelle moyenne est de 9,8 °C, avec une amplitude thermique annuelle de 14,1 °C. Le cumul annuel moyen de précipitations est de 857 mm, avec 12,7 jours de précipitations en janvier et 9,5 jours en juillet. Pour la période 1991-2020, la température moyenne annuelle observée sur la station météorologique la plus proche, située sur la commune de Fiefs à 18 km à vol d'oiseau, est de 10,4 °C et le cumul annuel moyen de précipitations est de 1 070,6 mm,. Pour l'avenir, les paramètres climatiques de la commune estimés pour 2050 selon différents scénarios d'émission de gaz à effet de serre sont consultables sur un site dédié publié par Météo-France en novembre 2022.

### Milieux naturels et biodiversité

#### Zone naturelle d'intérêt écologique, faunistique et floristique
L'inventaire des zones naturelles d'intérêt écologique, faunistique et floristique (ZNIEFF) a pour objectif de réaliser une couverture des zones les plus intéressantes sur le plan écologique, essentiellement dans la perspective d'améliorer la connaissance du patrimoine naturel national et de fournir aux différents décideurs un outil d'aide à la prise en compte de l'environnement dans l'aménagement du territoire.
Le territoire communal comprend une ZNIEFF de type 1 : les pelouses et bois de la Comté et du mont d'Anzin. Cette ZNIEFF fait partie d'un ensemble de coteaux crayeux en grande partie boisés.

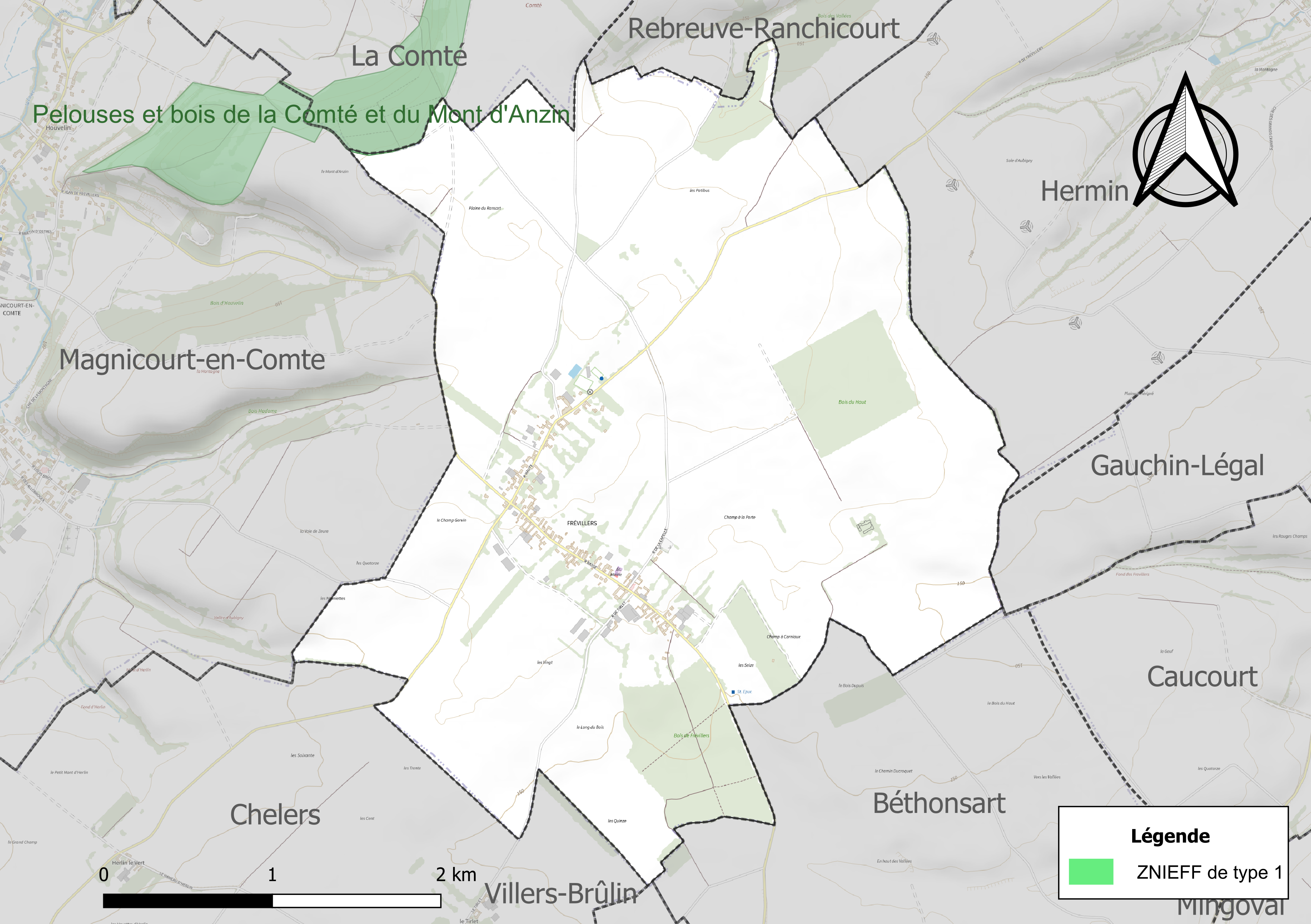
Carte de la ZNIEFF sur la commune.

#### Espèces faunistiques et floristiques
Le site de l'Inventaire national du patrimoine naturel (INPN) recense 242 espèces faunistiques et floristiques sur le territoire de la commune dont 11 protégées et 4 taxons (espèces et sous-espèces) menacées et quasi-menacées.

## Urbanisme

### Typologie
Au 1er janvier 2024, Frévillers est catégorisée commune rurale à habitat dispersé, selon la nouvelle grille communale de densité à sept niveaux définie par l'Insee en 2022.
Elle est située hors unité urbaine et hors attraction des villes,.

### Occupation des sols
L'occupation des sols de la commune, telle qu'elle ressort de la base de données européenne d'occupation biophysique des sols Corine Land Cover (CLC), est marquée par l'importance des territoires agricoles (88,8 % en 2018), une proportion identique à celle de 1990 (88,8 %). La répartition détaillée en 2018 est la suivante : 
terres arables (88,6 %), zones urbanisées (6,1 %), forêts (5,1 %), zones agricoles hétérogènes (0,1 %). L'évolution de l'occupation des sols de la commune et de ses infrastructures peut être observée sur les différentes représentations cartographiques du territoire : la carte de Cassini (XVIIIe siècle), la carte d'état-major (1820-1866) et les cartes ou photos aériennes de l'IGN pour la période actuelle (1950 à aujourd'hui).

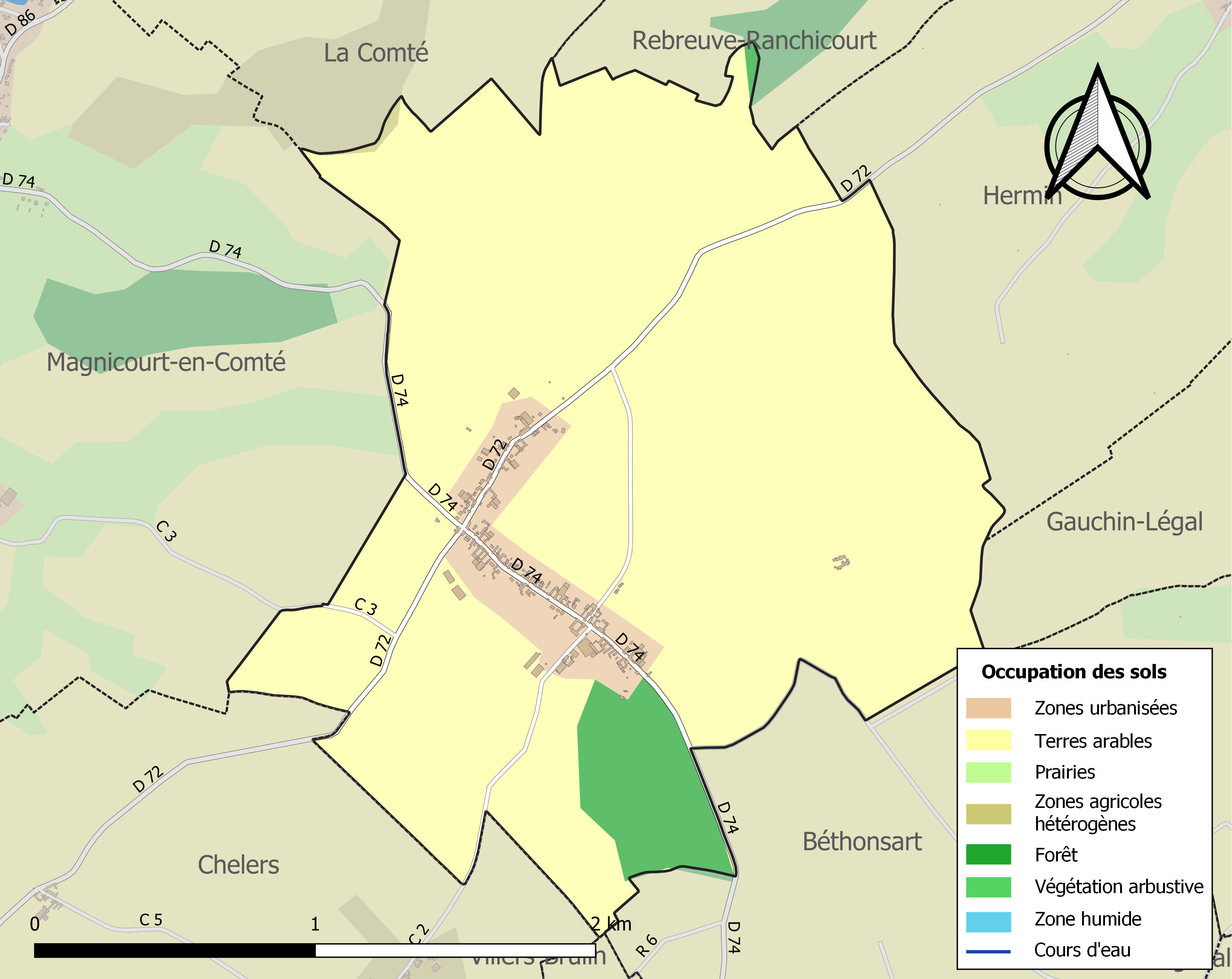
Carte des infrastructures et de l'occupation des sols de la commune en 2018 (CLC).

### Voies de communication et transports

#### Voies de communication
La commune est desservie par les routes départementales D 72 et D 74.

#### Transport ferroviaire
La commune se trouve à 7 km au nord de la gare de Tincques, située sur la ligne d'Arras à Saint-Pol-sur-Ternoise, desservie par des trains TER Hauts-de-France.

## Toponymie

### Attestations anciennes
Le nom de la localité est attesté sous les formes Fresviler en 1104 ; Fresvilers au XIIe siècle ; Friviler en 1200 ; Froigeviler en 1265 ; Frievilers en 1273 ; Frieviler en 1278 ; Froitwillars au XIIIe siècle ; Fréviler en 1300 ; Frevillare en 1314 ; Frévillé en 1389 ; Fiefviller au XIVe siècle ; Fervillers en 1515 ; Frévillers en 1720; Frevillers en 1793, Frevillers et Frévillers depuis 1801.

### Étymologie
De l'adjectif bas latin frigidus « froid » et villare.

## Histoire
Au XVIe siècle, Simon de Waignon, fils d'Adrien, seigneur de la Marlière à Linselles, capitaine au service de Charles Quint, et de Catherine de Villers, est seigneur d'Holleville, Frévillers. Il effectue une carrière d'hommes d'armes puis de capitaine au régiment du comte Philippe d'Egmont. Il épouse N. Le Cigne.
En août 1660, des lettres données à Paris accordent le titre de chevalier à Jérôme du Rietz, écuyer, seigneur de Frévillers, Jouy, Hamol (Hamel?), Maretz, Grande-Vacquery, Noyelles et Valhuon en partie. Jérôme du Rietz est dit gentilhomme, ses ancêtres n'ont jamais fait acte de dérogeance à leur ancienne noblesse, plusieurs ont été chevaliers.
En août 1697, par lettres données à Versailles, Charles-Hiérome (Jérôme) Durietz, chevalier, seigneur du Hamel, Hucher, Frevillers, Monts, Lassus, Zeauvis, Willerval, etc., capitaine de dragons, qui a servi plusieurs années dans différents emplois, aux sièges de Philisbourg, Frankendal, Namur, Furnes, dans les armées du Piémont, reçoit confirmation du titre de comte de la terre de Willerval. Il a hérité cette terre de son père Hiérosme Durietz, chevalier, seigneur desdits lieux, gouverneur de la ville de La Gorgue et du pays de Lallœu, et de Gertrude Le Bourgeois, sa mère, qui ont acheté la terre le 15 juillet 1676 et le 26 juillet 1679.
La Révolution française ayant aboli les titres de noblesse, le dernier seigneur de Frévillers a été Charles-Louis-Philippe du Chambge de Liessart (1746-1801), chevalier, seigneur de Liessart (sur Béclers), Frévillers, dit Monsieur de Frévillers, jusqu'à la mort du Président de Liessart son père. Fils de Charles-Eubert du Chambge de Liessart, chevalier, seigneur de Liessart, Douay en Roncq, conseiller du roi en ses conseils, premier président du bureau des finances et domaines de la généralité de Lille, dit le Président Liessart, et de Marie-Emmanuelle-Josèphe-Thérèse Turpin, il nait à Lille le 10 juin 1746. Il succède à son père le 23 avril 1777 dans les charges de conseiller du roi en ses conseils et de premier président du bureau des finances de la généralité de Lille. En cette qualité, il assure les fonctions de grand bailli du Hainaut, puis est nommé par le roi commissaire le 28 juillet 1779 pour l'audition et l'arrêté des comptes des États de Lille, Douai, Orchies. Les bureaux des finances ayant été abolis en 1790, Charles-Louis-Philippe du Chambge de Liessart, face à la radicalisation progressive des révolutionnaires, quitte Lille en 1791. Il émigre avec sa famille et un parent le comte de Buisseret de Blarenghien, et habite le château de Dadizele, loué au comte de Croix. En 1792, il rejoint l'armée des émigrés et intègre le corps de la marine cantonné à Malmédy. Après la campagne de 1792, il gagne La Haye, puis l'Angleterre. Il meurt à Londres le 27 juillet 1801. Il épouse à Lille le 18 avril 1769 Isabelle-Ernestine-Joseph le Maistre d'Anstaing, dite Mademoiselle de Thérombecq, fille de Joseph-Michel le Maistre, écuyer, seigneur de Therombecq, Anstaing et d'Isabelle-Charlotte Jacops. Elle quitte Londres après la mort de son mari et revient à Lille en 1802, avec ses filles, mesdames de Bergerand et d'aubers. Elle décède au château de Vendin-le-Vieil en 1821.
Pendant la Première Guerre mondiale, la commune étant en arrière du front de l'Artois, des troupes relevées du front sont présentes, comme le 28 mai 1915 ou en février 1916.

## Politique et administration

### Découpage territorial
La commune se trouve, depuis 1926, dans l'arrondissement d'Arras du département du Pas-de-Calais, auparavant, depuis 1801, elle se trouvait dans l'arrondissement de Saint-Pol.

#### Commune et intercommunalités
La commune est membre de la communauté de communes des Campagnes de l'Artois.

#### Circonscriptions administratives
La commune est rattachée au canton d'Avesnes-le-Comte. Avant le redécoupage cantonal de 2014, elle était, depuis 1801, rattachée au canton d'Aubigny-en-Artois.

#### Circonscriptions électorales
Pour l'élection des députés, la commune fait partie de la première circonscription du Pas-de-Calais.

### Élections municipales et communautaires

#### Liste des maires
| Période                                  | Période                   | Identité    | Étiquette | Qualité                                      |
| ---------------------------------------- | ------------------------- | ----------- | --------- | -------------------------------------------- |
| Les données manquantes sont à compléter. |                           |             |           |                                              |
| mars 2001                                | En cours (au 8 mars 2022) | Guy Vasseur |           | Ancien cadre Réélu pour le mandat 2020-2026, |

## Équipements et services publics

### Enseignement
La commune est située dans l'académie de Lille et dépend, pour les vacances scolaires, de la zone B.
Elle administre une école élémentaire en regroupement pédagogique intercommunal (RPI 16).

### Justice, sécurité, secours et défense
La commune dépend du tribunal judiciaire d'Arras, du conseil de prud'hommes d'Arras, de la cour d'appel de Douai, du tribunal de commerce d'Arras, du tribunal administratif de Lille, de la cour administrative d'appel de Douai, du pôle nationalité du tribunal judiciaire d'Arras et du tribunal pour enfants d'Arras.

## Démographie
Les habitants de la commune sont appelés les Frévillerois.

### Évolution démographique
L'évolution du nombre d'habitants est connue à travers les recensements de la population effectués dans la commune depuis 1793. Pour les communes de moins de 10 000 habitants, une enquête de recensement portant sur toute la population est réalisée tous les cinq ans, les populations de référence des années intermédiaires étant quant à elles estimées par interpolation ou extrapolation. Pour la commune, le premier recensement exhaustif entrant dans le cadre du nouveau dispositif a été réalisé en 2007.

En 2022, la commune comptait 239 habitants, en évolution de −1,65 % par rapport à 2016 (Pas-de-Calais : −0,72 %, France hors Mayotte : +2,11 %).
| 1793 | 1800 | 1806 | 1821 | 1831 | 1836 | 1841 | 1846 | 1851 |
| ---- | ---- | ---- | ---- | ---- | ---- | ---- | ---- | ---- |
| 355  | 268  | 344  | 401  | 365  | 369  | 365  | 397  | 428  |

| 1856 | 1861 | 1866 | 1872 | 1876 | 1881 | 1886 | 1891 | 1896 |
| ---- | ---- | ---- | ---- | ---- | ---- | ---- | ---- | ---- |
| 389  | 361  | 361  | 358  | 345  | 333  | 321  | 320  | 322  |

| 1901 | 1906 | 1911 | 1921 | 1926 | 1931 | 1936 | 1946 | 1954 |
| ---- | ---- | ---- | ---- | ---- | ---- | ---- | ---- | ---- |
| 313  | 299  | 302  | 264  | 256  | 242  | 232  | 239  | 245  |

| 1962 | 1968 | 1975 | 1982 | 1990 | 1999 | 2006 | 2007 | 2012 |
| ---- | ---- | ---- | ---- | ---- | ---- | ---- | ---- | ---- |
| 238  | 235  | 231  | 226  | 232  | 253  | 243  | 242  | 250  |

| 2017 | 2022 | - | - | - | - | - | - | - |
| ---- | ---- | - | - | - | - | - | - | - |
| 239  | 239  | - | - | - | - | - | - | - |

## Culture locale et patrimoine

### Lieux et monuments

#### Monument historique
- L'église Sainte-Anne, datant du XVIIIe siècle, est restaurée en 2009 et 2010[35]. Ce bâtiment fait l'objet d'une inscription au titre des monuments historiques depuis le 5 avril 1948[36]. Il héberge deux éléments patrimoniaux, répertoriés dans la base Palissy, inscrits au titre d'objet des monuments historiques[37].

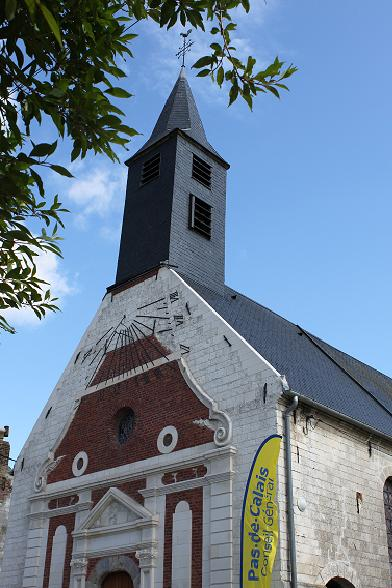
L'église.
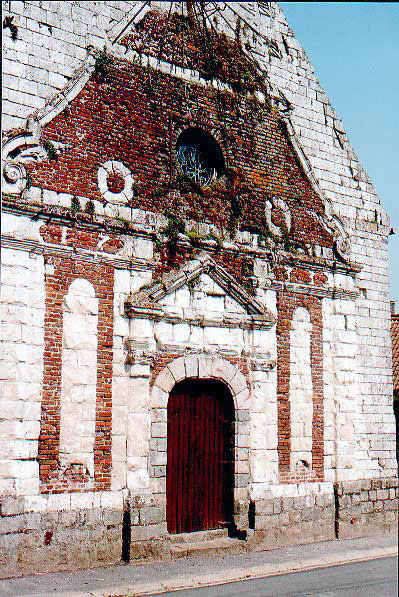
Détail de l'église.

#### Autres lieux et monuments
- Le monument aux morts, surmonté d'une croix latine[38].

### Héraldique
| Blason de Frévillers | Blason  | D'azur à trois croissants d'or.                  |
| Blason de Frévillers | Détails | Le statut officiel du blason reste à déterminer. |

## Pour approfondir